# یواس‌اس اوسج (ال‌اس‌وی-۳)
یواس‌اس اوسج (ال‌اس‌وی-۳) (به انگلیسی: USS Osage (LSV-3)) یک کشتی بود که طول آن ۴۵۸ فوت (۱۴۰ متر) بود. این کشتی در سال ۱۹۴۳ ساخته شد.